# 赫伯特·莫里斯
赫伯特·莫里斯（英語：Herbert Morris，1915年7月16日—2009年7月22日），美国男子赛艇运动员。他曾代表美国参加1936年夏季奥林匹克运动会赛艇比赛，获得男子八人单桨有舵手金牌。